# Mossaka
Mossaka – miasto we wschodnim Kongu, w departamencie Cuvette. Według danych na rok 2007 liczyło 15 112 mieszkańców.